# Nomorhamphus weberi
Nomorhamphus weberi е вид лъчеперка от семейство Zenarchopteridae. Видът е световно застрашен, със статут Уязвим.